# Одређивање к-најкраћих путева
Одређивање K-најкраћих путева је проширени алгоритам алгоритма најкраћег пута у датој мрежи.
Понекад је од кључног значаја да имате више од једног пута између два чвора у мрежи. У случају додатних ограничења, други путеви који се разликују од најкраће путање се могу израчунати. За проналажење најкраћих путања се могу користити  проблеми најкраћег пута , као што је Дајкстрин алгоритам или Беллман-Фордов алгоритам, а онда да их проширимо на проналажење више од једног пута. Одређивање к-најкраћих путева је генерализација проблема најкраћег пута . Алгоритам не само да проналази најкраћи пут, већ проналази и К-1 осталих путева у неопадајућем поретку њихових цена.
Проблем може бити ограничен на проналазак К најкраћих путева без петље (loopless) или са петљом.

## Историја
Од 1957. године било је доста чланака објављених на тему одређивање к-најкраћих путева. Већина радова, није била заснована на проблему налажења једног најкраћег пута између пара чворова, већ на налажење низа од К најкраћих путева, и ти радови су објављени од 1960. год до 2001. год. Од тада, већина новијих истраживања је у вези примене алгоритма и његових варијација. У 2010. години Мајкл Гинтер са сар. објавио је књигу о симболичком тражењу К-најкраћих путева .
Важне радови о проблему одређивања к-најкраћих путева:
| Година издања | Аутор                         | Име |
| ------------- | ----------------------------- | --- |
| 1971          | Јин Јен                       | Проналажење К К-најкраћих путева у мрежи |
| 1972          | М. т. Ардон и сар.            | Рекурзивни алгоритам за креирање шеме и повезани подграфови |
| 1973          | П. М. Камерини и др.          | К-најкраћих путева у стаблу графа |
| 1975          | К. Аихара                     | Приступ проучавању основних путева |
| 1976          | Т. Д Ам ет сар.               | Алгоритам за генерисање свих путева између два чвора у диграфу и његова примена |
| 1988          | Равиндра К. Ахуджа сар.       | Брзи алгоритми за проблем најкражег пута |
| 1989          | С. Anily сар.                 | Ранг листи најбољих бинарних стабала |
| 1990          | Равиндра К.                   | Бржи алгоритми за одређивање најкраћег пута |
| 1993          | Ел-Амин и сарадници           | Elamin, I. M.; Duffuaa, S. O.; Yassein, H. A. (април 1990). „Transmission line route selection by goal programming”. International Journal of Electrical Power & Energy Systems. 12 (2): 138—143. Bibcode:1990IJEPE..12..138E. doi:10.1016/0142-0615(90)90010-9. |
| 1997          | Дејвид Еппстеин               | Проналажење К-најкраћих путева |
| 1997          | Инго Алтхофер                 | К-најбољи режим у компјутерском шаху |
| 1999          | Инго Алтхофер                 | . CiteSeerX 10.1.1.43.9728 http://citeseerx.ist.psu.edu/viewdoc/summary?doi=10.1.1.43.9728. Недостаје или је празан параметар \|title= (помоћ) |
| 2011          | Хусаин, Алјаззар, Стефан Леуе | „К*: алгоритам за претрагу К-најкраћих путева”. doi:10.1016/j.artint.2011.07.003. |

BibTeX база садржи више чланака.

## Алгоритам
Дајкстрин алгоритам може бити генерализован како би се пронашло К-најкраћих путева.
| Дефиниције: - G(V, E): тежински усмерени граф, са скупом чворова V и скупом директних грана Е, - w(u,v): цена директне гране од чвора у ка чвору в (цене су ненегативне). Везе које не задовољавају ограничења најкраће путање су уклоњени из графа - s: изворни чвор - t: крајњи чвор - K- број најкраћих путања које треба наћи - Pu: путања од s До u - B гомила структуре података која садржи путање - P: скуп најкраћих путања од s до t - countu: број најкраћих путања до чвор u Алгоритам: *P =празно, *countu = 0 за све u у V убаците пут Ps = {S} у B са ценом 0 док B није празно и countt < K: – нека је Pu најмања цена пута B са ценом C – B = B − {Pu }, countu = countu + 1 – ако је u = t , онда P = P U Pu – акоcountu ≤ K онда - за сваки чвор v суседан чвору u: – ако v није у Pu онда – нека Pv буде нови пут са ценом C + w(u,v) формиран надовезивањем гране (u, v) на пут Pu убаците Pv У B врати P |

Постоје у основи две опције алгоритма за тражење К-најкраћих путева:

### Прва опција
У првој варијанти, путеви не морају бити безциклучни Давид Еппстеинов алгоритам обезбеђује најбоље време.

### Друга опција
Друга опција приписује се Јин Ју Јену, путеви морају бити безциклучни. (Ово ограничење уводи додатни ниво тежине.)
Јенов алгоритам се користи када се у питању просте путање, док се Еппстеинов алгоритам користи за непросте путев (пример када је дозвољено путу да прође кроз исти чвор више пута). 

#### Путеви не морају да буду безциклични
За све што треба, м - грана, н - број чворова.
Еппстеинов алгоритам даје најбоље резултате.
Еппстеинов модел налази К најкраћих дужина (дозвољавајући циклусе), повезујући два чвора у диграфу, за време o(m+ nlogn + к). 
Еппстеинов  алгоритам користи  технику трансформације графа.
Овај модел такође може наћи К најкраћих путева из почетног чвора s до сваког чвора у графу, за време o(m + nlogn + kn).

#### Безциклични алгоритам за проналажење К-најкраћих путева
Најбоље време за овај модел се приписује Јин. Ј. Јену. Јенов алгоритам проналази дужине свих најкраћих путева из фиксног чвора до свих осталих чворова у ненегативној н-чворовној мрежи.
Овај метод захтева само 2n2 додатака и n2 поређења- што је мање од других доступних алгоритама.
Тренутно време је сложености o(Kn(m + nlogn)). m представља број грана, n - број чворова.

## Неки примери и опис

### Пример #1
У следећем примеру се користи Јенов модел да се пронађе прве К најкраћих путања између чворава који су повезани. То јест, он проналази први, други, трећи, итд све до К.-ог  најкраћег пута. Више информација можете наћи овде.
Код дат у овом примеру покушава да нађе К-најкраће путање мреже која има 15-чворова, који су повезани једносмерним и двосмерним гранама.

### Пример #2
Други пример је употреба алгоритма према ком пратите неколико објеката.
Техника имплементира неколико објеката за праћење заснованих на алгоритму за К-најкраћих путања.
Све информације се могу наћи у "компјутерског вида лабораторији – CVLAB" .

### Пример #3
Још једна примена алгоритама за најкраће путање је пројектовање транзитне мреже, што повећава удобност корисника у транспортном превозу. Такав пример транзитне мреже може бити конструисан, стављајући на разматрање време путовања. 
Поред времена путовања, могу се узети други услови у зависности од економских и географских ограничења. Без обзира на разлике у параметрима, алгоритам за одређивање К-најкраћих путовања проналази највише оптимална решења, задовољавајући готово све потребе корисника. Такве апликације за најкраћи пут алгоритми постају све чешће, у последње време Xu, He, Song and Chaudry (2012) проучавали су  проблеме К-најкраћих путева у транзитној мрежи.

## Апликације
Одређивање К-најкраћих путања је добра алтернатива за:
- Планирање географског пута
 
- Мрежно рутирање, посебно за оптичке мреже , где постоје и додатна ограничења, који не могу бити решена уз помоћ обичног алгоритма за најкраће путање.
- Формирање хипотеза у области рачунарске лингвистике
- Редослед поређења и тражење метаболичких путањи у биоинформатици
 
- Праћење неколико објеката

- Пут мреже: раскрснице су чворови и свака грана (линк) графа повезује два чвора (раскрснице).

## Варијације
Постоје две основне варијације на алгоритам за одређивање К-најкраћих путања као што смо горе поменули. Све остале варијације, спадају под ове две:
- У првој варијацији, циклуси су дозвољени, односно дозвољено је да пут прође кроз исти чвор више пута. Следећи документи су сагласни са овом варијацијом.[2]
- Друга промена се односи на једноставне путеве. Такође се зове безциклично одређивање К-најкраћих путања и приписује се Ју Јену[3]

## Сродни проблеми
- Алгоритам дейкстры решава проблем налажења једног најкраћег пута

- Беллман–Фордов алгоритам решава проблем и када су гране негативни бројеви.
- У претрагу у ширину алгоритам се користи за претраживање ограничено са две операције.
- Флоид–Варсхаллов алгоритам решава најкраће путеве свих парова.

- Џонсонов алгоритам решава све парове најкраћих путева, и можда је бржи него Флоид–Варсхаллов када се примени на  развијене графове

- Теорија поремећаја проналази (у најгорем случају) локално најкраћи пут.